# 566
Het jaar 566 is het 66e jaar in de 6e eeuw volgens de christelijke jaartelling.

## Gebeurtenissen

### Byzantijnse Rijk
- Keizer Justinus II laat zijn achterneef Justinus verbannen naar Alexandrië (Egypte), waar hij als gouverneur (praefectus Augustalis) wordt geïnstalleerd. Op instigatie van Sophia, echtgenote van Justinus II, wordt hij in zijn slaap vermoord.

### Azië
- Kirtivarman I (r. 566-597) volgt zijn vader Pulakesin I op als koning van Chalukya (huidige India). Tijdens zijn bewind is hij geregeld in oorlog met zijn rivalen van de Pallava-dynastie.

## Geboren
- Abbas ibn Abd al-Muttalib, koopman en oom van Mohammed (overleden 653)
- Gao Zu, keizer en stichter van de Chinese Tang-dynastie (overleden 635)

## Overleden
- Justinus, Byzantijns consul en generaal
- Pulakesin I, koning van Chalukya (India)